# Ribbentrop (Adelsgeschlecht)

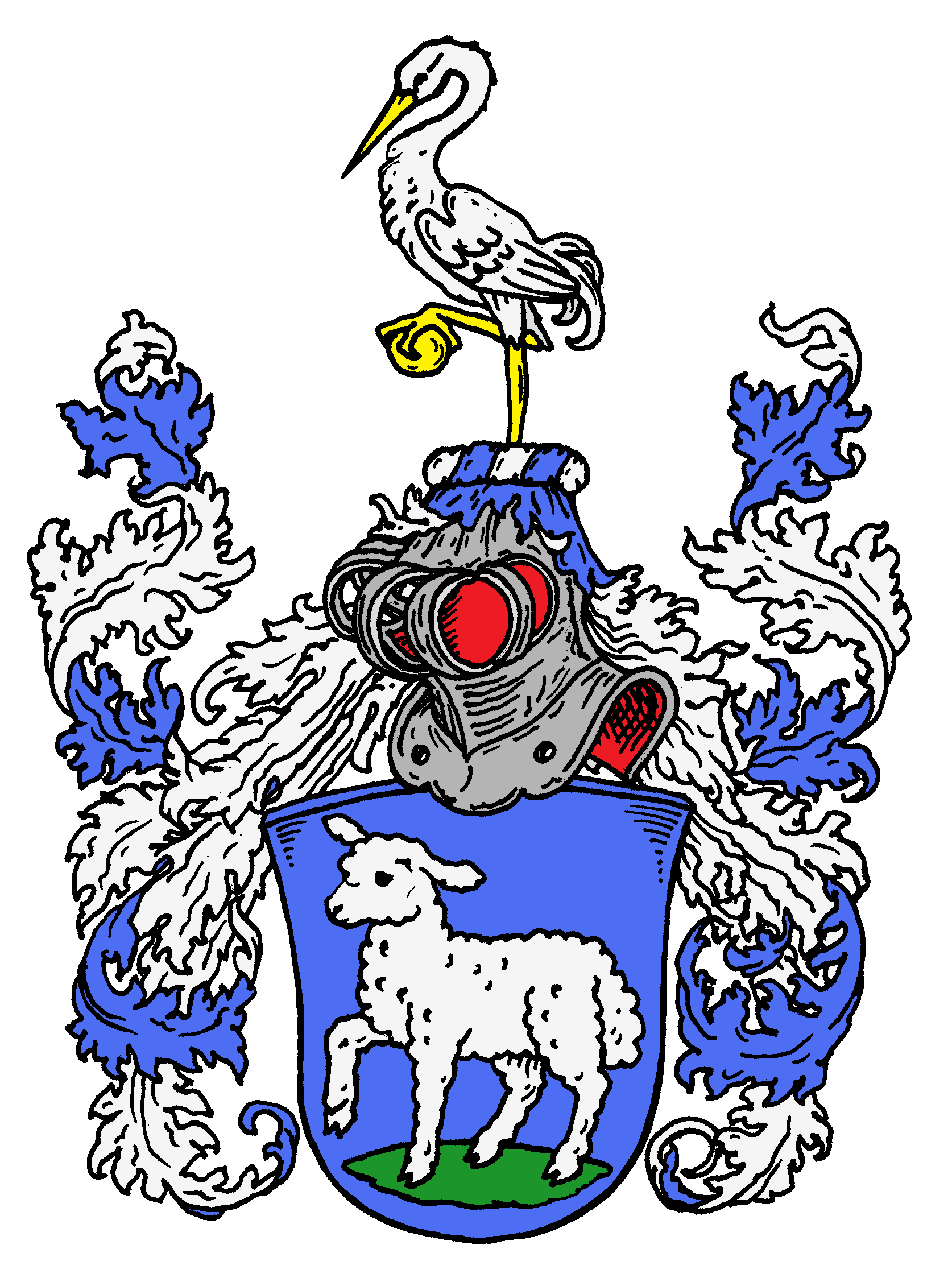
Stammwappen derer von Ribbentrop

Ribbentrop ist der Name eines alten Geschlechts, das vom Gut Ribbentrup am Vierenberg in Bad Salzuflen stammt.
Als Inhaber (Meier) des ursprünglichen Meierhofs der Fürstabtei Herford trägt das Geschlecht den Namen dieses Hofguts, später sind Angehörige des Geschlechts Beamte, Gutspächter, Gelehrte und Offiziere, erst in gräflich-lippischen und herzoglich-braunschweigischen, dann in königlich-preußischen Diensten. Drei Linien wurden im 19. Jahrhundert geadelt.

## Geschichte

### Stammhof
Der Hof Ricbrachtincthorpe (Ribbentrup) gehörte 1333 bei seiner urkundlichen Ersterwähnung, als er aus der Zuständigkeit des Amts Breda nun zum Amt Seligenwörden bei Salzuflen kam, der Fürstabtei Herford.

### Ersterwähnung des Geschlechts
Die Familie Ribbentrop wird mit Heinrich Meyer zu Ribbentrup (um 1485–1547) und dessen Sohn Jürgen Meyer zu Ribbentrup (1510–1593), mit denen auch die ununterbrochene Stammreihe beginnt, erstmals urkundlich erwähnt.
Der Namensbestandteil Meyer verweist hierbei auf die an den Meierhof Ribbentrup gebundene Amtsbezeichnung des Meiers, also des vom Lehnsherrn eingesetzten Verwalters oder auch Pächters eines herrschaftlichen Gutshofes bzw. Fronhofes.

### Familienverband
Ein Familienverband wurde 1912 gegründet und gab die Ribbentropschen Familiennachrichten heraus.

## Nobilitierungen
Drei Linien des Geschlechts Ribbentrop werden im 19. Jahrhundert geadelt, wobei folgende Stammväter dieser drei Linien den erblichen preußischen Adel erhielten:
- am 6. Februar 1823 Friedrich Ribbentrop, königlich preußischer Generalintendant der Armee
- am 1. Juni 1826 dessen Bruder Erich Ribbentrop, königlich preußischer Geheimer Kriegsrat zu Luxemburg
- am 8. Juni 1884 Karl Ribbentrop, königlich preußischer Generalleutnant z. D.[3]

### Adoption desvon
Am 15. Mai 1925 ließ sich Joachim Ribbentrop (1893–1946), der 1920 eine Tochter des Sektfabrikanten Otto Henkell geheiratet hatte und 1938 Reichsminister des Auswärtigen werden sollte, von seiner entfernten Verwandten Gertrud von Ribbentrop (1863–1943), Tochter des 1884 geadelten Karl Ribbentrop, gegen Zahlung einer Leibrente adoptieren. Konform zum Namensrecht von 1919 (Art. 109, Abs. 3 der Weimarer Verfassung) trug er von diesem Zeitpunkt an vor seinem Familiennamen das von. In den weiterhin gesellschaftlich und politisch einflussreichen Adelskreisen galt das nicht als Adelsprädikat. Die von Joachim von Ribbentrop abstammenden Familienmitglieder (nach 1945 wurde auch die Namensform Henkell-von Ribbentrop angenommen) werden vom Deutschen Adelsrechtsausschuß auch weiterhin nicht als historischer Adel, sondern als Scheinadel angesehen. Der Name Henkell wurde dankend übernommen, um das schlechte Image des Namens von Ribbentrop in der Nachkriegszeit aufzuwerten.

## Wappen
1823: Geviert mit Herzschild; in Blau auf abgeledigtem grünem Boden ein silbernes Lamm. 1 und 4 in Blau auf grünem Boden ein rechts gekehrter geharnischter Bogenschütze, 2 und 3 sechs rechts gekehrte goldene Pfeile übereinander, überdeckt durch einen schräglinks gestellten goldenen Köcher. Auf dem gekrönten Helm mit rechts blau-silbernen, links rot-goldenen Decken ein natürlicher Kranich mit einem goldenen Stein in der erhobenen Rechten.
1826: In Gold auf abgeledigtem grünem Boden ein silbernes Lamm. Auf dem gekrönten Helm mit grün-goldenen Decken der Kranich (wie oben).
1884: Geteilt: Oben in Rot ein auf der Teilungslinie schreitendes silbernes Lamm, unten in Silber zwei aufwärtsgerichtete schwarze Kanonenrohre. Auf dem Helm mit rechts rot-silbernen, links schwarz-silbernen Decken der Kranich (wie oben).

## Bekannte Namensträger
- geadelte Linien:
  - Friedrich von Ribbentrop[6] (1768–1841), Preußischer Staatsrat und Generalintendant der preußischen Armee
  - Karl von Ribbentrop (1822–1893), preußischer Generalleutnant
  - Alexander Michael von Ribbentrop (* 1955), pseudonym genannt Alban Nikolai Herbst, deutscher Schriftsteller und Nachfahre von Friedrich von Ribbentrop (1768–1841)
- weitere Linien:
  - Philip Christian Ribbentrop[7][8] (1737–1797), Herzoglich braunschweigischer Kammer- und Kommerzienrat, Schriftsteller, Vater Friedrich von Ribbentrops (1768–1841), Erich von Ribbentrops und Heinrich Gottlieb Ribbentrops (1776–1834)
  - Heinrich Gottlieb (Friedrich) Ribbentrop[9][10] (1776–1834), Chefdirektor aller Berg- und Hüttenwerke des Herzogtums Braunschweig, Ritter des Danebrog-Ordens
  - Georg Julius Ribbentrop[11] (1798–1874), Rechtswissenschaftler, Geheimer Justizrat, Professor Universität Göttingen
  - Friedrich Christian Heinrich Ribbentrop[12] (1819–1863), Philosoph und Missionar in Ostindien
  - Joachim Ribbentrop (1893–1946), aufgrund einer Adoption ab 1925 von Ribbentrop, wurde im Nürnberger Prozess gegen die Hauptkriegsverbrecher zum Tod verurteilt und hingerichtet
    - Annelies von Ribbentrop (1896–1973), Autorin und Ehefrau von Joachim von Ribbentrop
    - Barthold Henkell-von Ribbentrop (1940–2018), Direktor mit Generalvollmacht der Deutschen Bank, ehem. Chef der Börsenabteilung, vormals verheiratet mit der Kunstexpertin Brigitte von Trotha-Ribbentrop
    - Adolf Henkell-von Ribbentrop (* 2. September 1935 in Berlin), verheiratet zunächst mit Marion, geb. von Strempel, seit 1985 mit Christiane, geb. Gräfin Eltz, der Mutter des späteren deutschen Verteidigungsministers Karl-Theodor zu Guttenberg
    - Christiane Henkell-von Ribbentrop, geb. Gräfin von und zu Eltz (* 1951), die Mutter des ehemaligen deutschen Verteidigungsministers Karl-Theodor Freiherr von und zu Guttenberg, heiratete 1985 in zweiter Ehe Adolf Henkell-von Ribbentrop (* 1935), einen Sohn Joachim von Ribbentrops und Enkel des Sektfabrikanten Otto Henkell

## Nebenlinie Meyer/Meijer
Franz Meyer zu Ribbentrup, geboren um 1645, gestorben auf dem Meierhof zu Bakum, ist seit 1675 der zweite Ehemann der Anna Marie, der Tochter des Johann Meyer zu Bakum und Erbin des Meierhofes zu Bakum bei Melle.
Deren gemeinsamer Sohn Franz Henrich Meyer (1687–1758) ist der Stifter einer Nebenlinie, die sich auch in den nachfolgenden Generationen nur noch Meyer bzw. Meijer nennt. Denn da sein Vater den Meierhof Ribbentrup nicht geerbt hatte und seine Mutter bereits zwei erbvorberechtigte Söhne aus erster Ehe hat, übernimmt Franz Henrich keinen der beiden Hofnamen als Namensbestandteil und macht so Meyer zum neuen Familiennamen für seine Nachkommen. Er studiert Theologie und wird lutherischer Prediger in Buer bei Melle. Vor 1716 heiratet er Maria Hedwig Steinmeyer (1695–1751), eine Tochter des Johannes Steinmeyer aus Verden, lutherischen Predigers zu Herford-Radewig, und der Anna Katharina van Laer.
Die Nachkommen eines der gemeinsamen Söhne, Henrich Ludwig Meyer (1723–1793), der sich als Kaufmann in Amsterdam niederlässt, führen die niederländische Form des Familiennamens Meyer, nämlich Meijer.